# Europamesterskaberne i amatørboksning 1930
Europamesterskaberne i amatørboksning 1930 blev afviklet den 4. til den 8. juni 1930 i Budapest. Det var tredje gang, der blev afholdt EM for amatørboksere. Turneringen blev arrangeret af den europæiske amatørbokseorganisation EABA. Der deltog 64 boksere fra 11 lande .
Fra Danmark deltog Christian Christensen (fluevægt), Sigurd Myken (fjervægt), Aage Christensen (letvægt), Armand Christensen (mellemvægt), Thyge Petersen (letsværvægt) og Michael Jacob Michaelsen (sværvægt). Thyge Petersen og Michael Jacob Michaelsen vandt guld, hvorimod det ikke blev til medaljer til de øvrige danske deltagere.

## Medaljevindere
| Event                   | Guld                             | Sølv                       | Bronze                     |
| ----------------------- | -------------------------------- | -------------------------- | -------------------------- |
| Fluevægt (– 50,8 kg)    | István Énekes Ungarn             | Mieczysław Forlański Polen | Carlo Trombetta Italien    |
| Bantamvægt (– 53,5 kg)  | János Széles Ungarn              | Mario Plaesu Rumænien      | Edelweis Rodriguez Italien |
| Fjervægt (– 57,1 kg)    | Gyula Szabó Ungarn               | Cesare Saracini Italien    | Nicolae Carata Rumænien    |
| Letvægt (– 61,2 kg)     | Mario Bianchini Italien          | Sándor Szobolevszky Ungarn | Kaarlo Väkevä Finland      |
| Weltervægt (– 66,7 kg)  | Jupp Besselmann Tyskland         | Witold Majchrzycki Polen   | Karl Dehn Norge            |
| Mellemvægt (– 72,6 kg)  | Clemente Meroni Italien          | Lajos Szigeti Ungarn       | John Andersson Sverige     |
| Letsværvægt (– 79,4 kg) | Thyge Petersen Danmark           | Albert Leidmann Tyskland   | Mario Lenzi Italien        |
| Sværvægt (+ 79,4 kg)    | Michael Jacob Michaelsen Danmark | Bertil Molander Sverige    | Heinz Hinzmann Tyskland    |

## Medaljefordeling
| Placering | Land     | Guld | Sølv | Bronze | Total |
| --------- | -------- | ---- | ---- | ------ | ----- |
| 1         | Ungarn   | 3    | 2    | 0      | 5     |
| 2         | Italien  | 2    | 1    | 3      | 6     |
| 3         | Danmark  | 2    | 0    | 0      | 2     |
| 4         | Tyskland | 1    | 1    | 1      | 3     |
| 5         | Polen    | 0    | 2    | 0      | 2     |
| 6         | Rumænien | 0    | 1    | 1      | 2     |
| –         | Sverige  | 0    | 1    | 1      | 2     |
| 8         | Finland  | 0    | 0    | 1      | 1     |
| –         | Norge    | 0    | 0    | 1      | 1     |

## Eksterne links
- 3. Europamesterskab i boksning Arkiveret 2. februar 2012 hos  Wayback Machine (engelsk)